# The Story of Saiunkoku
The Story of Saiunkoku (яп. 彩雲国物語 Saiunkoku Monogatari, русск. «Повесть о Стране Цветных Облаков») — ранобэ, аниме и манга. Действие происходит в фантастической стране, напоминающей средневековый Китай ; главная героиня — бедная девушка из знатного рода, которая мечтает стать государственным служащим. На конец 2008 года выпущено 14 томов ранобэ (автор — Сай Юкино, иллюстратор — Каири Юра) и три сборника рассказов, первоначально публиковавшихся в журнале The Beans. Издаётся манга (на данный момент — 6 томов), также с иллюстрациями Каири Юра. Студией Madhouse в 2006—2008 годах снято аниме (два сезона по 39 серий).

## Сюжет
Ко Сюрэй, девушка знатного происхождения, живёт с отцом и названным братом Сэйраном в огромном доме. Но её семья разорилась и, по большому счету, происхождение и дом — все что у неё осталось. Отец работает в императорской библиотеке, а сама Сюрэй преподаёт в школе при храме. Её заветная мечта — стать государственным служащим, но в средневековом обществе для женщины этот путь закрыт. Однажды в доме появляется советник императора и делает Сюрэй предложение — полгода изображать жену императора в обмен на очень приличное количество золота. Советник объясняет Сюрэй, что императора не интересуют женщины: на самом деле легкомысленному юноше нужны уроки государственного управления. Сюрэй соглашается на выполнение работы, не спросив, что ей делать. Предложенная сумма денег ей сразу же вскружила голову. Узнав в чём её роль, она начинает сомневаться, но, несмотря на то, что Сюрэй смущает эта роль, желание поправить бедственное положение семьи не дает ей отказаться.

## Мир страны цветных облаков

### История
Легенда о зарождении Страны Цветных облаков (королевство Сайункоку):
Давным-давно, во времена кровавых войн, один человек противостоял злу. Сердце его наполнено было человеколюбием. И восемь мудрецов были вызваны его храбрым сердцем. Человек, который был известен под многими именами, получил таинственные силы от этих восьми мудрецов. Его звали Со Гэн. Используя знания восьми мудрецов, он принёс миру новый расцвет, став первым правителем королевства Сайункоку. После смерти Соугена восемь мудрецов исчезли, но ходят слухи, что они лишь затерялись среди людей, и сейчас могут жить среди нас. В честь восьми мудрецов был построен храм. Он до сих пор стоит в столице королевства. (1 ч. 1 с.)
Легенда об основании клана Хё:
Когда-то император Со Гэн вместе со своей младшей сестрой Со Ёки одолели здесь сто восемь демонов и запечатали их в волшебном зеркале. Но зеркало не выдержало и разбилось. И тогда Со Ёки стала играть на эрху. Одно за другим осколки зеркала обратились в озёра. Сто восемь демонов уже было освободились, но их запечатали каждого в своём озере. Эта Со Ёки стала основателем рода Хё. (2 ч. 34 с.)

## Персонажи
- Ко Сюрэй (яп. 紅 秀麗 Ко: Сю:рэи) — единственная дочь Ко Сёки из клана Ко, одного из самых могущественных в стране Цветных Облаков. В начале истории ей 16 лет. Несмотря на высокий социальный статус, детство Сюрэй не было легким. Работа отца приносила очень небольшие деньги, которые обычно отдавали нуждающимся. В доме Ко нет слуг, поэтому Сюрэй умеет вести домашнее хозяйство: убирать, готовить и т. д. Из-за бедности, в которой выросла Сюрэй, она очень бережлива и не терпит расточительства. Мечта Сюрей — стать государственным служащим.

Сэйю — Кувасима Хоко.
- Си Рюки (яп. 紫 劉輝 Си Рю:ки) — правящий император Сайункоку. В начале истории ему 19 лет. Как младший из шести братьев, он всегда был наименее вероятным кандидатом на престол. Но четверо из его старших братьев погибли, а один был изгнан. Рюки втайне надеялся, что его старший брат вернется и займет место Императора, поэтому притворялся легкомысленным и уходил от управления страной. Но это закончилось после встречи с Сюрэй, которая рассказала ему о своей мечте сделать жизнь в стране лучше. Как император он часто принимает дальновидные и мудрые решения, но в делах, не связанных с политикой, ведет себя как ребёнок. Любит Сюрэй.

Сэйю — Сэки Томокадзу.
- Си Сэйран (яп. 茈 静蘭 Си Сэйран) — молодой человек, принятый в семью Ко тринадцать лет назад. Он дал клятву посвятить свою жизнь тому, чтобы отплатить Шоке и Сюрэй за их доброту. Сейран умелый боец и мечник, что помогает ему защищать Сюрэй, часто попадающую в неприятности. Позже открывается, что Сэйран — изгнанный раннее старший брат Императора, Сэйэн.

Сэйю — Хикару Мидорикава.

## Медия

### Аниме
Сериал снят студией Madhouse, режиссёр — Дзюн Сисидо. Первый сезон шёл на канале NHK с 8 апреля 2006 по 24 февраля 2007 (39 серий) в субботу утром. Второй, также из 39 серий, шёл с 7 апреля 2007 по 8 марта 2008 года. Опенингом как первого, так и второго сезона служит песня «Hajimari no Kaze» (яп. はじまりの風  «„Начинается ветер“») , исполнитель — Аяка Хирахара. Эндинг первого сезона «Saikō no Kataomoi» (яп. 最高の片想い, «Непрошенное чувство»), поёт Сати Тайнака, второго — "Asu e" (яп. 明日へ, «В завтрашний день»), исполняет Тэруя Михо.

### Саундтрек
Три CD с музыкой из аниме выпущены Geneon Entertainment (彩雲国物語 オリジナルサウンドトラック 1 (яп. )) 4 августа 2008 (38 треков, в том числе телеверсия опенинга и эндинга. Второй (彩雲国物語セカンドシリーズ」オリジナルサウンドトラック?),12 января 2007) содержит ещё 30 треков. 7 декабря 2007 вышел третий альбом (彩雲国物語セカンドシリーズ」オリジナルサウンドトラック (яп. )) с музыкальными темами второго сезона аниме (23 трека). Полные версии эндинга выпущены на отельных синглах (30 августа 2006 и 6 июня 2007). 7 марта 2008 одновременно с окончанием сериала был выпущен дополнительный альбом «Песня памяти» (彩雲国物語 Song of Memory) с 10 песнями персонажей.

## Терминология
В Стране Цветных облаков (королевство Сайункоку) 8 провинций. Каждая провинция управляется отдельным цветным кланом, и называется соответственно. Столица — Киё, расположена в центральной фиолетовой провинции.

### Провинции и кланы

#### Кланы
- Си  (яп. 紫 Си, Фиолетовый) — клан, к которому принадлежит правящая династия королевства Сайункоку. Символ клана — фиолетовый ирис.
- Ран  (яп. 藍 Ран, Индиго) — самый могущественный клан Сайункоку наравне с правящим фиолетовым кланом. Не участвует в политической деятельности страны. Семья Ран контролирует добычу соли в стране. Герб семьи Ран — двойной дракон в источнике лотоса на синем фоне. Табличка с изображением герба семьи Ран позволяет проходить через заставы без досмотра. Провинция Ран расположена на берегу моря.
- Ко  (яп. 紅 Ко:, Красный) — второй по влиятельности клан в королевстве Сайункоку после клана Ран. Наибольшее влияние клан имеет в провинции Ко. Специализация клана — торговля, производство семицветной люминесцентной краски (Ко — единственный клан, которому удаётся производить её). Также клан занимается селекцией и промышленным выращиванием мандаринов. Символы семьи Ко — мандаринки (птицы) на золотом фоне. Нынешний глава клана Ко занимает должность главы (камергера) гражданского департамента.
- Са  (яп. 茶 Са, Коричневый) — известен как наиболее неспокойный клан в королевстве Сайункоку. Основная часть представителей клана живёт в провинции Са. Провинция Са расположена в горной местности.
- Ко  (яп. 黄 Ко:, Желтый) — в японском произношение двух провинций Ко и Коу — одинаковое. Различается только иероглифическое написание. К семье Ко принадлежит глава финансового департамента (Кобу) — камергер Коу.
- Хэки  (яп. 碧, Зелёный) — клан славится представителями в творческой сфере — художниками, скульпторами и т. п.
- Хё  (яп. 碧, Разноцветный) — представители очень могущественного клана Хё обладают разнообразными магическими способностями. Герб клана — полная Луна, обрамленная восемью разноцветными лепестками.

#### Провинции
- Коку  (яп. 黒, Черный) — очень спокойная провинция, много лет управляется одним и тем же человеком (правитель Кай).
- Хаку  (яп. 白, Белый) —

### Структуры государственного управления

#### Министерства
- Внешних Отношений
- Внутренних Дел
- Центральное министерство
- Министерство Просвещения

#### Департаменты
- Официальный (в другом переводе — правительственный, департамент общественных проектов, без перевода — Рэйбу)
- Налоговый (в другом переводе — департамент финансов, без перевода — Кобу)
- Социальный (в другом переводе — департамент гражданских дел, без перевода — Рибу)
- Военный
- Правопорядка
- Строительный
- Сэнтосё — департамент бессмертных

#### Прочие структуры
- Имперский совет — совет при императоре состоящий из представителей знати. Без одобрения совета император не принимает ключевые решения в стране.
- Гёсидай  (яп. 御史台) — Имперский цензорат. Карательная структура в королевстве Сайункоку.
- Торговая гильдия — коммерческая структура, которая позволяет более свободно осуществлять передвижение товаров и технологий в стране.
- Альянс Банд Киё — неофициальная структура в столице, которая контролирует финансовые и социальные аспекты жизни горожан. Сотрудничает с правительством.
- Канринин — Имперская Академия, ведающая каллиграфией, картинами и рукописями. Возможно, эквивалент китайской имперской академии Ханлин (династия Тан)